# Phantom (drone)
Pour les articles homonymes, voir Phantom.
Phantom est une série de drones (UAV) développés par la société chinoise de technologies DJI. 
Il est considéré comme la ligne phare de l'entreprise en raison de la domination de l'entreprise sur le marché des drones de loisir aux États-Unis et en Europe.
La série Phantom est axée sur l'utilisation commerciale et de loisir.

## Modèle Phantom 4

### Phantom 4 Pro
DJI Phantom 4 Pro, sorti en novembre 2016, dispose d'une caméra stabilisée à trois axes avec un capteur CM CM de 1 pouce et 20 Mega Pixel.
Il dispose d'un niveau d'évitement d'obstacles avec cinq capteurs directionnels. Il dispose de deux télécommandes possibles : une avec un écran dédié (Phantom 4 Pro +) et une sans. Il intègre un système de transmission vidéo amélioré supportant la transmission à 5,8 GHz et une distance maximale de transmission vidéo en liaison descendante de 7 km.

### Phantom 4 Advanced
Annoncé le 13 avril 2017, le Phantom 4 Advanced utilise le même capteur de caméra que le Phantom 4 Pro. Conçu pour remplacer le Phantom 4 original, le Phantom 4 Advanced perd la bande de fréquence 5.8 Ghz, les capteurs de vision arrière et deux capteurs infrarouges dans le système FlightAutonomy par rapport au modèle Phantom 4 Pro. Il est commercialisé à partir du 30 avril 2017.
Dès juillet 2017 les prix du Phantom 4 Advanced sont revus à la baisse pour être plus en adéquation avec ceux du reste de la gamme, notamment le Phantom 4 original.

## Anciens modèles

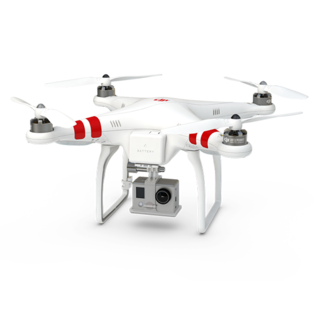
Le Phantom 1.

### Phantom 1
The Phantom 1, à l'origine connu sous le nom de Phantom, a été commercialisé en janvier 2013. Il était équipé d'une caméra GoPro pour le cinéma amateur ou la photographie. L'autonomie de vol était d'environ 15 minutes.

### Phantom 2

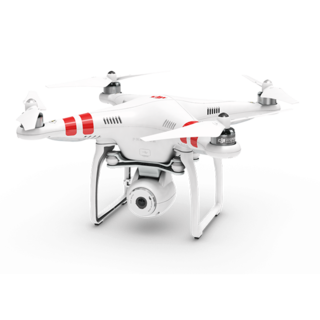
Le Phantom 2 Vision.

Le Phantom 2 a été commercialisé en décembre 2013. Les mises à niveau incluent le retour automatique, l'augmentation de la vitesse de vol, l'augmentation du temps de vol et de la plage contrôlable, l'augmentation de la capacité de la batterie, les smartphones, les tablettes, le module Wi-Fi et même la compatibilité de lunettes intelligentes et est disponible en différentes performances. Sa configuration permet aux utilisateurs d'incliner à distance la caméra et d'ajuster son orientation sur deux axes pour une meilleure prise de vue.

#### Vision
Sorti en octobre 2013, il dispose d'une carte micro SD 4, d'un support anti-vibration intégré, d'un module Wi-Fi avancé, d'un système de positionnement GPS intégré, d'un système retour à la maison, un système de contrôle de vol amélioré, des hélices auto-serrantes et le temps de vol. Il est compatible avec une Station au sol iOS ou Android.

#### Vision +

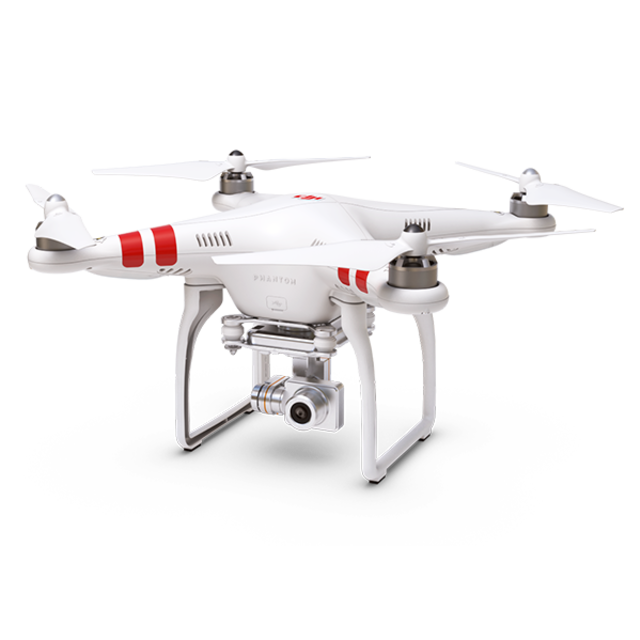
Le Phantom 2 Vision +.

Vision +, commercialisé en juillet 2014, a ajouté un stabilisateur à trois axes. Il a un nouveau système de contrôle et une portée accrue. Son logiciel est doté d’un système de zone d'exclusion aérienne qui avertit l'utilisateur des lieux où il ne faut pas voler (à proximité des aéroports par exemple).

#### FC40

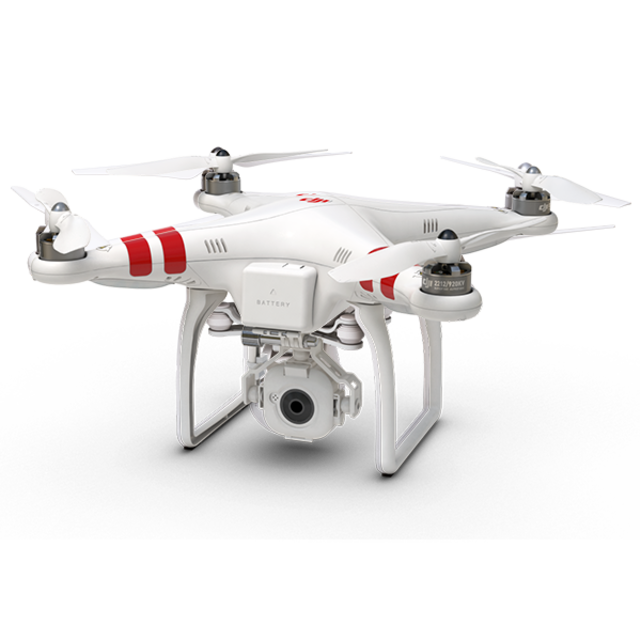
Le Phantom FC40.

Le Phantom FC40, commercialisé en janvier 2014, est un modèle intermédiaire entre le Phantom 1 et le Phantom 2. Comme le Phantom 2 Vision et le Phantom 2 Vision +, il est équipé d'un contrôle d'application iOS / Android, d'un wifi et de modules GPS. À l'aide d'une connexion Wi-Fi de 2,4 GHz, il aide son pilote à suivre en temps réel via des images aériennes sur un appareil mobile. L'angle de la caméra est réglé manuellement avant le vol et incliné par la télécommande.

### Phantom 3
The Phantom 3, commercialisé en avril 2015, ajoute une liaison descendante lightbridge intégrée, qui donne au contrôleur une portée maximale de 2 000 mètres (1,25 mile), et le système de positionnement visuel, qui permet au Phantom 3 de mieux maintenir sa position à des altitudes plus basses et même à l'intérieur où la réception des signaux GPS est faible voire nulle. Le contrôleur comporte une plaque avant en plastique et manque d'une HDMI. Il existe quatre modèles de Phantom 3.

#### Professionnel
Enregistre en 4K et inclut un chargeur rapide de 100 W. 

#### Avancé
Enregistre en 1080 p et comprend un chargeur de 57 W.

#### Standard
Le Standard a été commercialisé en août 2015. Actuellement[Quand ?], il est le moins cher et dispose d'un enregistrement vidéo de 2,7K. La norme est le modèle de base sans lightbridge, avec une gamme limitée par rapport aux modèles Advanced et Professional, et aucun système de positionnement de la vision. Il comprend des fonctionnalités, comme le font les autres modèles, tels que Point of Interest, Follow Me, GPS Waypoints, Lock Lock et Home Lock. Il reste le seul Phantom 3 fabriqué par DJI. 

#### 4K
Le 4K a été mis sur le marché début 2016. C'est presque le même que le standard, mais avec une caméra 4K, un système de positionnement de la vision et un contrôleur plus avancé.

### Phantom 4
Le Phantom 4, sorti en mars 2016, améliore l'utilisabilité en ajoutant une évitement d'obstacles et une capacité à suivre le mouvement , Grâce à ses nombreux capteurs. Certaines de ses fonctionnalités incluent notamment GPS, GLONASS, sonar, cinq capteurs de sécurité séparés, un cardan de caméra, un gyroscope. Il est légèrement plus grand et plus lourd que le Phantom 3 en raison d'une batterie plus grande, mais il conserve encore un temps de vol plus long et une vitesse supérieure. Il a une vitesse maximale de 20 m/s en mode sport. Le contrôleur et la caméra sont très semblables à ceux du Phantom 3. La plage de transmission vidéo maximale sur le Phantom 4 est de 5 km. Le 13 avril, DJI a annoncé la fin de la vente du Phantom 4 pour le 30 avril 2017.

## Applications
Bien que l'utilisation commerciale reste dans un certain vide juridique, plusieurs segments de l'industrie sont ouverts à son utilisation, y compris le journalisme drone chasse aux ouragans, cartographie 3-D paysage, protection de la nature, agriculture, recherche et sauvetage, inspection d'avion, poursuite de tornades et exploration de lac de lave,,,,. Les drones sont également présents dans le divertissement et les entreprises. La Fox Broadcasting Company a utilisé Phantom 2 Vision + pour promouvoir 24 heures chrono pendant San Diego Comic-Con International 2014.

## Spécifications techniques
Les drones fantômes DJI ont principalement des propriétés techniques similaires. Ce sont les Spécifications pour la vision + modèle: 
- Poids de démarrage : 1 242 g[22]
- Distance moteur-moteur (diagonale) : 350 mm
- Batterie : 5200 mAh Lipo
- Max. Vitesse d'ascension et de descente : 6 m/s[23]
- Moteur : 920 Kv, Configuration 12N / 14P, Puissance de sortie maximale 140 W, taille 28 × 24 mm, poids 50 g [24]

## Réception
The Phantoms a été populaire auprès des amateurs en raison de sa consommation, une apparence sympathique et une facilité d'utilisation,. Les drones ont fait l'apparition dramatique Es au Consumer Electronics Show (CES) pendant plusieurs années,. Une communauté enthousiaste drone appelée SkyPixel a été créée pour aider les utilisateurs drone. Dans le monde entier, les drones font l'objet de règlements pour la sécurité. Par exemple, un certain nombre d'incidents - comme un atterrissage de Phantom crash à la Maison-Blanche, a incité les autorités aux États-Unis ( FAA),,, le Royaume-Uni (Civil Aviation Authority) et l’Europe (AESA)  pour les interdire dans certains endroits (par exemple, les aéroports) ou réglementer leur utilisation  et nécessitent des permis pour les opérateurs commerciaux. Cependant, la FAA a accordé des exemptions pour la production dans Hollywood, la surveillance aérienne, la surveillance du site de construction, le scoutisme des cultures Dans l'agriculture et la photographie dans l'immobilier,.

## Tendances du marché
À partir de mars 2017, DJI contrôlait plus de 50 % du marché du drone consommateur selon NPD numbers [réf. souhaitée]. La FAA a estimé que les drones « amateurs » atteignaient entre 2,75M et 4,5 millions d'unités d'ici 2021,. 